# Кутузовка (Харьковская область)
Куту́зовка (укр. Кутузівка) — посёлок,
Кулиничёвский поселковый совет,
Харьковский район,
Харьковская область.
Код КОАТУУ — 6325157308. Население по переписи 2001 года составляет 1184 (544/640 м/ж) человека.

## Географическое положение
Посёлок Кутузовка находится на расстоянии в 1 км от истока реки Немышля.
Примыкает к селу Момотово, в 1,5 км расположены сёла Байрак и Прелестное.
Через посёлок проходит автомобильная дорога Т-2104.

## История
- 1839 — дата основания.
- В конце февраля 2022 года во время вторжения России в Украину село было оккупировано, 27-28 апреля было освобождено вследствие контрнаступления Вооружёнными силами Украины[3].

## Экономика
- Молочно-товарная ферма.
- Опытное хозяйство «Кутузовка» Института животноводства УААН.

## Объекты социальной сферы
- Кутузовская амбулатория.
- Лицей.
- Детский сад.
- Дом культуры.
- Библиотека.
- Дом быта.

## Достопримечательности
- Братская могила советских воинов. Похоронены более 500 воинов.